# Дипептидаза-2
Дипептидаза-2 (англ. Dipeptidase 2) – білок, який кодується геном DPEP2, розташованим у людини на 16-й хромосомі. Довжина поліпептидного ланцюга білка становить 486 амінокислот, а молекулярна маса — 53 306. Дипептидаза-2 є ферментом, що належить до родини білків дипетидаз (КФ 3.4.13.19), підгрупи металопротеїназ. Дипептидаза-2, як і інші дипептидази, бере участь у гідролізі дипептидів, включно з лейкотрієном D4, бета-лактамними кільцями деяких антибіотиків, а також цистиніл-біс-гліцином (cys-bis-gly), що формується під час деградації глутатіону.
| 10         |  | 20         |  | 30         |  | 40         |  | 50         |
| ---------- |  | ---------- |  | ---------- |  | ---------- |  | ---------- |
| MQPSGLEGPG |  | TFGRWPLLSL |  | LLLLLLLQPV |  | TCAYTTPGPP |  | RALTTLGAPR |
| AHTMPGTYAP |  | STTLSSPSTQ |  | GLQEQARALM |  | RDFPLVDGHN |  | DLPLVLRQVY |
| QKGLQDVNLR |  | NFSYGQTSLD |  | RLRDGLVGAQ |  | FWSAYVPCQT |  | QDRDALRLTL |
| EQIDLIRRMC |  | ASYSELELVT |  | SAKALNDTQK |  | LACLIGVEGG |  | HSLDNSLSIL |
| PTFYMLGVRY |  | LTLTHTCNTP |  | WAESSAKGVH |  | SFYNNISGLT |  | DFGEKVVAEM |
| NRLGMMVDLS |  | HVSDAVARRA |  | LEVSQAPVIF |  | SHSAARGVCN |  | SARNVPDDIL |
| QLLKKNGGVV |  | MVSLSMGVIQ |  | CNPSANVSTV |  | ADHFDHIKAV |  | IGSKFIGIGG |
| DYDGAGKFPQ |  | GLEDVSTYPV |  | LIEELLSRGW |  | SEEELQGVLR |  | GNLLRVFRQV |
| EKVQEENKWQ |  | SPLEDKFPDE |  | QLSSSCHSDL |  | SRLRQRQSLT |  | SGQELTEIPI |
| HWTAKLPAKW |  | SVSESSPHMA |  | PVLAVVATFP |  | VLILWL     |  |            |

A: Аланін

C: Цистеїн

D: Аспарагінова кислота

E: Глутамінова кислота

F: Фенілаланін

G: Гліцин

H: Гістидин

I: Ізолейцин

K: Лізин

L: Лейцин

M: Метіонін

N: Аспарагін

P: Пролін

Q: Глутамін

R: Аргінін

S: Серин

T: Треонін

V: Валін

W: Триптофан

Білок має сайт для зв'язування з іоном цинку. 
Локалізований у мембрані.